# Илија Вујачић
Илија Вујачић (Тиват 20. јули 1953) српски је политиколог и универзитетски професор. Бивши је декан Факултета политичких наука у Београду.

## Академска каријера
Био је редовни је професор на Факултету политичких наука, где је предавао предмете Историја политичких теорија и Политичке идеологије на 1. години студија. Основне области његовог интересовања су либерална политичка теорија, федерализам, транзиција и историја либерализма.

## Напредовање у каријери
Магистрирао је 1986. године на Факуклтету политичких наука у Београду са тезом под називом Идеја једнакости у политичкој теорији. Докторирао је на тему немачког федерализма XVII века 1993. године. Године 2002. изабране је за редовног професора на Факултету политичких наука.
Од 2018. године члан је Савјета Лексикографског центра и Института за језик и књижевност „Петар II Петровић Његош“ Црногорске академије наука и умјетности, а од 2020. представник Црне Горе у Генералној скупштини Еуропеан Социал Сурвеy (ЕСС-ЕРИЦ).
За ванредног члана Црногорске академије наука и умјетности изабран је 16. децембра 2022. године.

## Тренутна позиција
Од 2016. године ради као професор и декан на факултету Хуманистичких студија Универзитета Доња Горица из Подгорице.

## Политички и економски погледи
Заговорник је либералних политичких и економских погледа.

## Остале активности
Члан је Центра за либерално-демократске студије и председник његовог Програмског савета.

## Дела
- Њемачке теорије федерализма 17-ог вијека: Алтузијус, Хуго, Лајбниц (Београд, 1993)
- Политичка теорија — студије, портрети, расправе (Београд, 2002)
- Хроника одложене транзиције (Нови Сад, 2005)
- Теоретичари либерализма /коаутор/ (Београд, 2007)
- Појмовник либералне демократије /коаутор/ (Београд, 2008)
- Федералистичка идеја. Почеци европске федералистичке традиције (Загреб, 2014)
- Сазнање и политика (Загреб, 2014)
- Држава између грађанског и националног (Подгорица, 2021)